# Бакмейстер, Георг Генрих
Георг Генрих Бакмейстер (нем. Georg Heinrich Bakmeyster; родился 1805 г. Люнебург, умер 1890 г. Геттинген)— ганноверский государственный деятель.

## Биография
Первоначальное образование Георг Генрих получил в лицее города Ганновера, с 1824 года изучал право сначала в Гейдельберге, потом в Геттингене. Находясь с 1828 года на государственной службе, Бакмейстер выдвинулся юридическими познаниями и даром слова и, обладая в то же время способностью применяться к обстоятельствам, быстро сделал карьеру. В 1851 году Бакмейстер был уже обер-прокурором, потом в кабинете Шеле, сперва министром исповеданий, потом финансов. В 1853 году Георг Генрих вышел в отставку, в 1856 году снова поступил на службу и назначен областным начальником в Восточной Фрисландии. 21 октября 1865 года закончил свою деятельность как последний министр внутренних дел Ганноверского королевства. Удалившись от дел, Бакмейстер с 1866 года жил в Геттингене. Умер в 1890 году.